# Saghe della Vinlandia

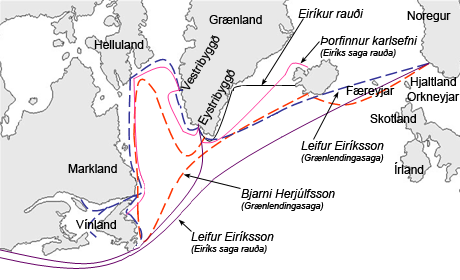
Possibili rotte percorse nella Saga di Erik il Rosso e nella Saga dei Groenlandesi

Le Vínland sǫgur, o saghe della Vinlandia sono due documenti islandesi, la Grœnlendinga saga (Saga dei Groenlandesi) e la Eiríks Saga Rauða (Saga di Erik il Rosso).

## Descrizione
Le saghe della Vinlandia contengono le informazioni più complete che abbiamo a disposizione circa la colonizzazione vichinga dell'America. Le saghe furono scritte solo 200 anni dopo i viaggi che raccontano, ed in qualche punto si contraddicono. Comunque gli storici sono d'accordo sul fatto che queste opere contengono prove evidenti del fatto che i Vichinghi esplorarono l'America del Nord. La loro veridicità fu provata dalla scoperta e dallo scavo di un insediamento vichingo a L'Anse aux Meadows a Terranova, in Canada.